# Justizvollzugsanstalt Oslebshausen
Die Justizvollzugsanstalt Oslebshausen, früher Strafanstalt Oslebshausen, ist Teil der Justizvollzugsanstalt Bremen. Sie entstand seit 1871 im Bremer Stadtteil Gröpelingen, Ortsteil Oslebshausen, Sonnemannstraße 1–7. Die neue Hauptpforte befindet sich seit 2013 in der Straße Am Fuchsberg 3.
Das Ensemble steht seit 1993 unter Bremer Denkmalschutz.

## Geschichte

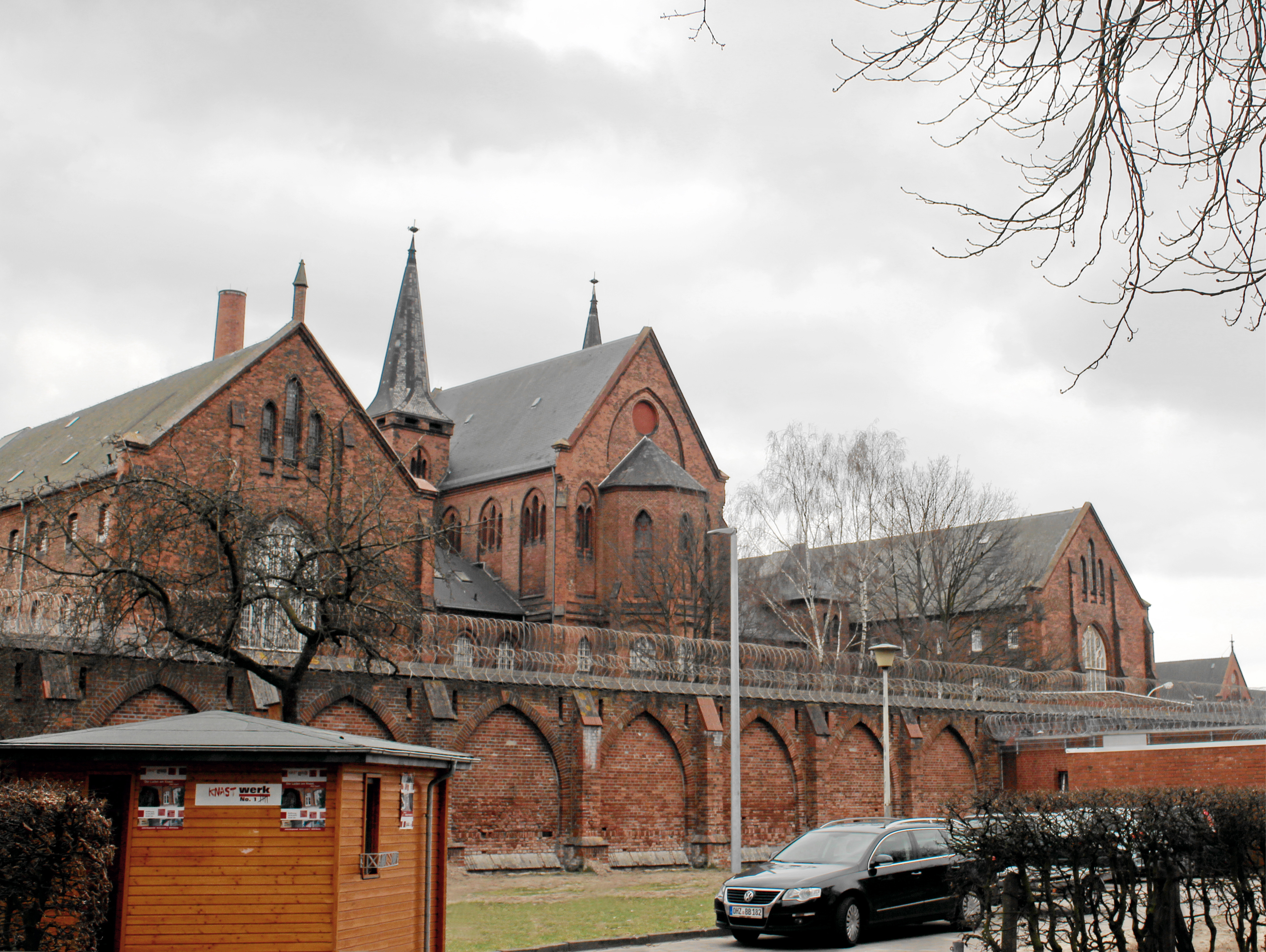
Hauptgebäude der JVA

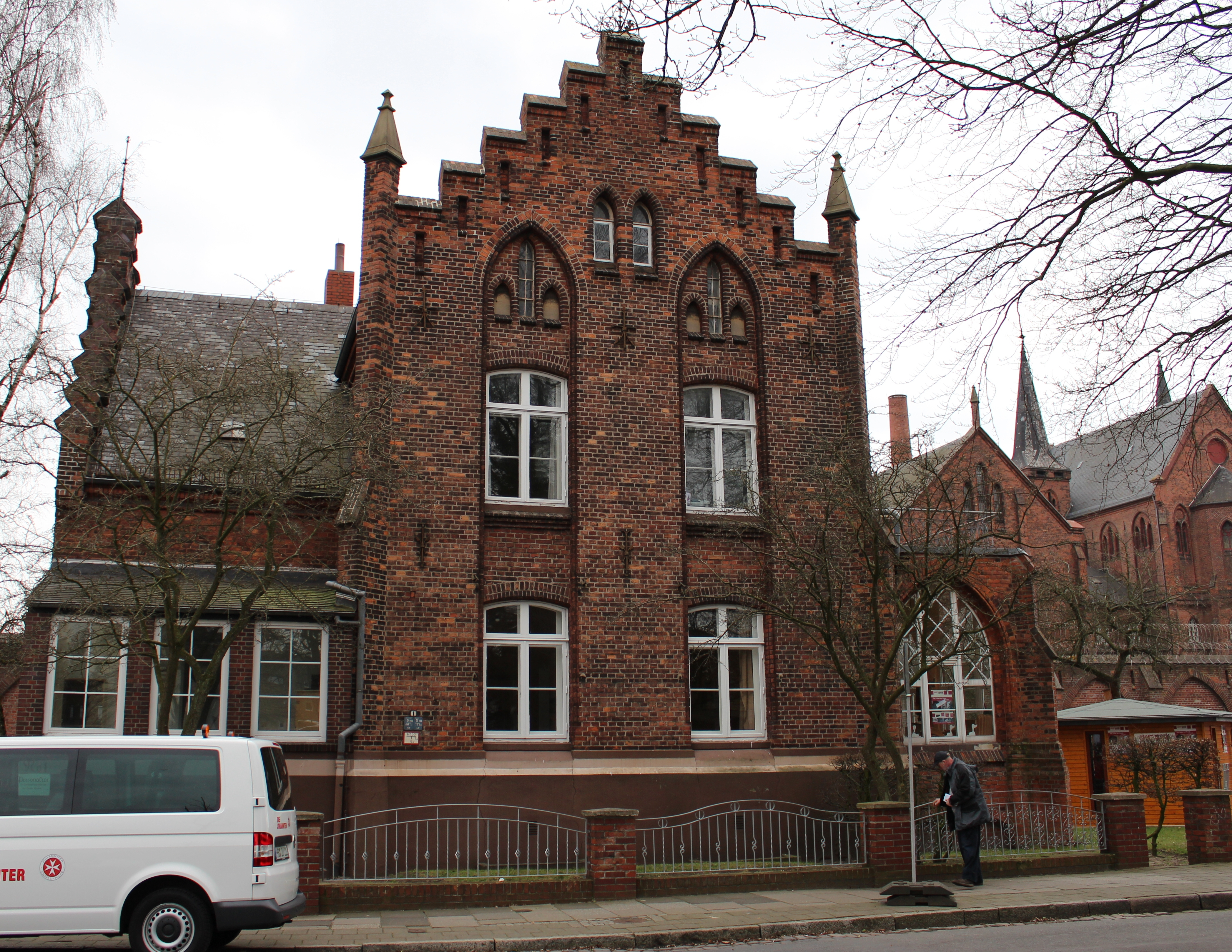
Direktorenwohnhaus von 1890

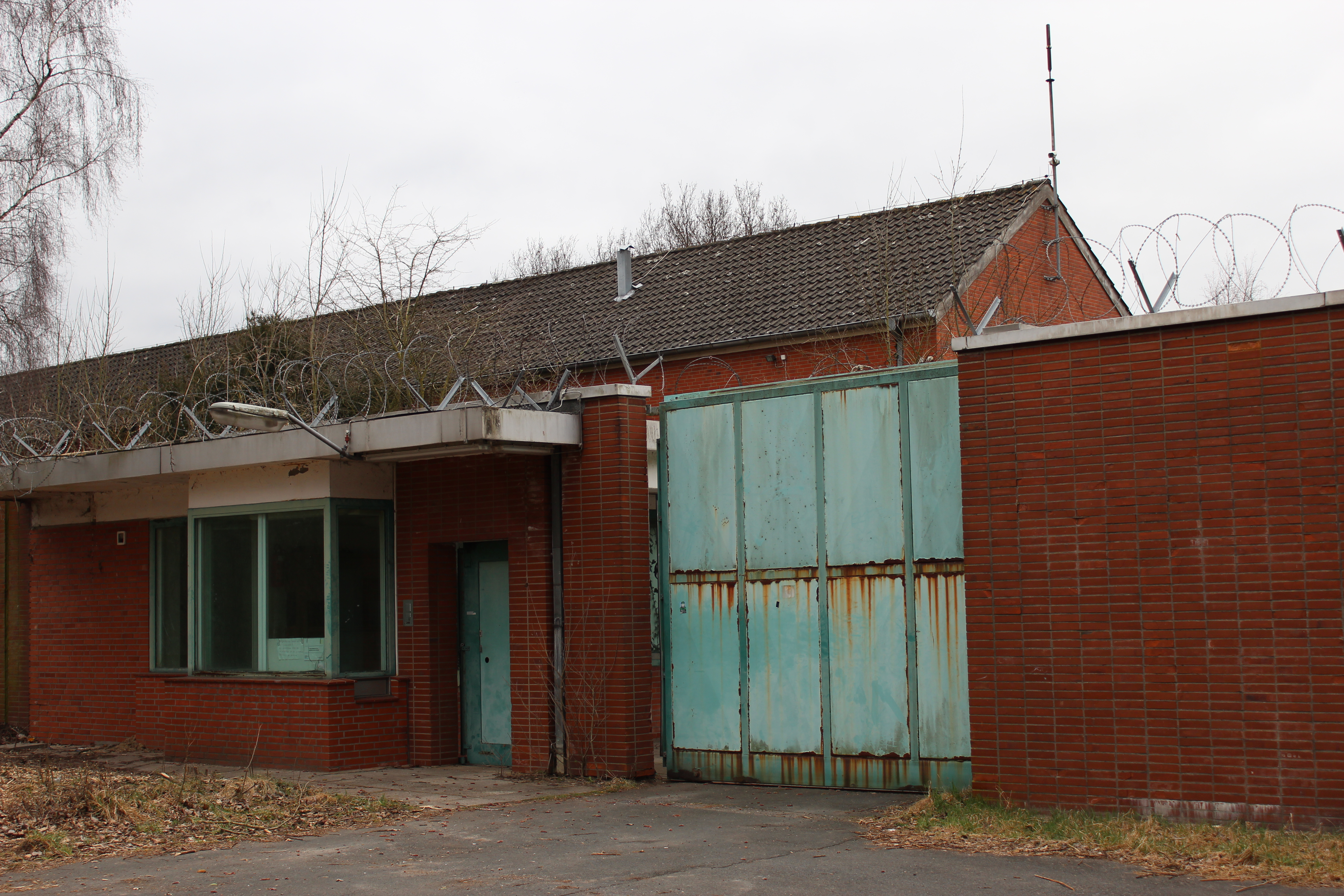
Eingang der ehemaligen Jugendstrafanstalt Blockland

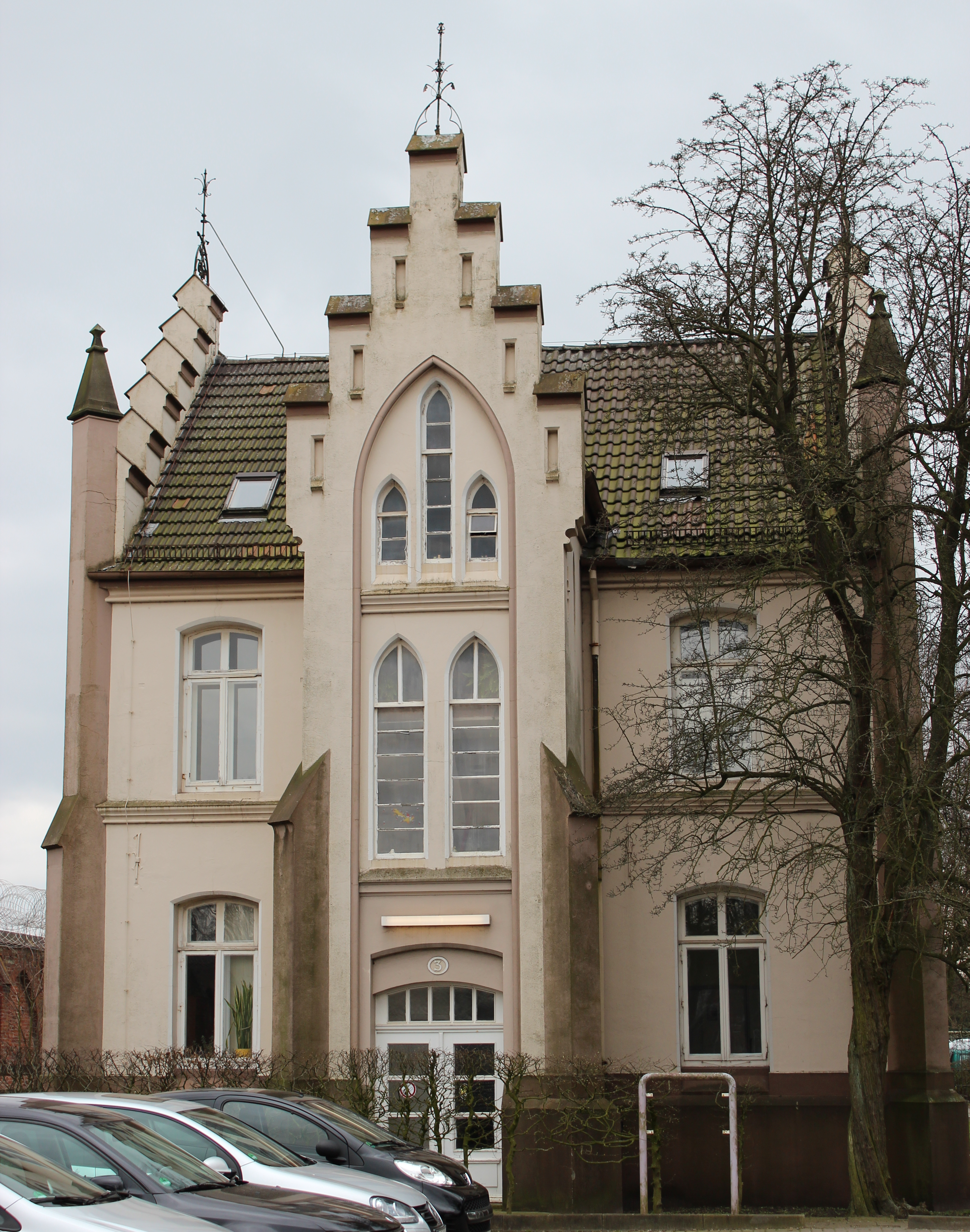
Inspektoren- und Lehrerhaus von 1890

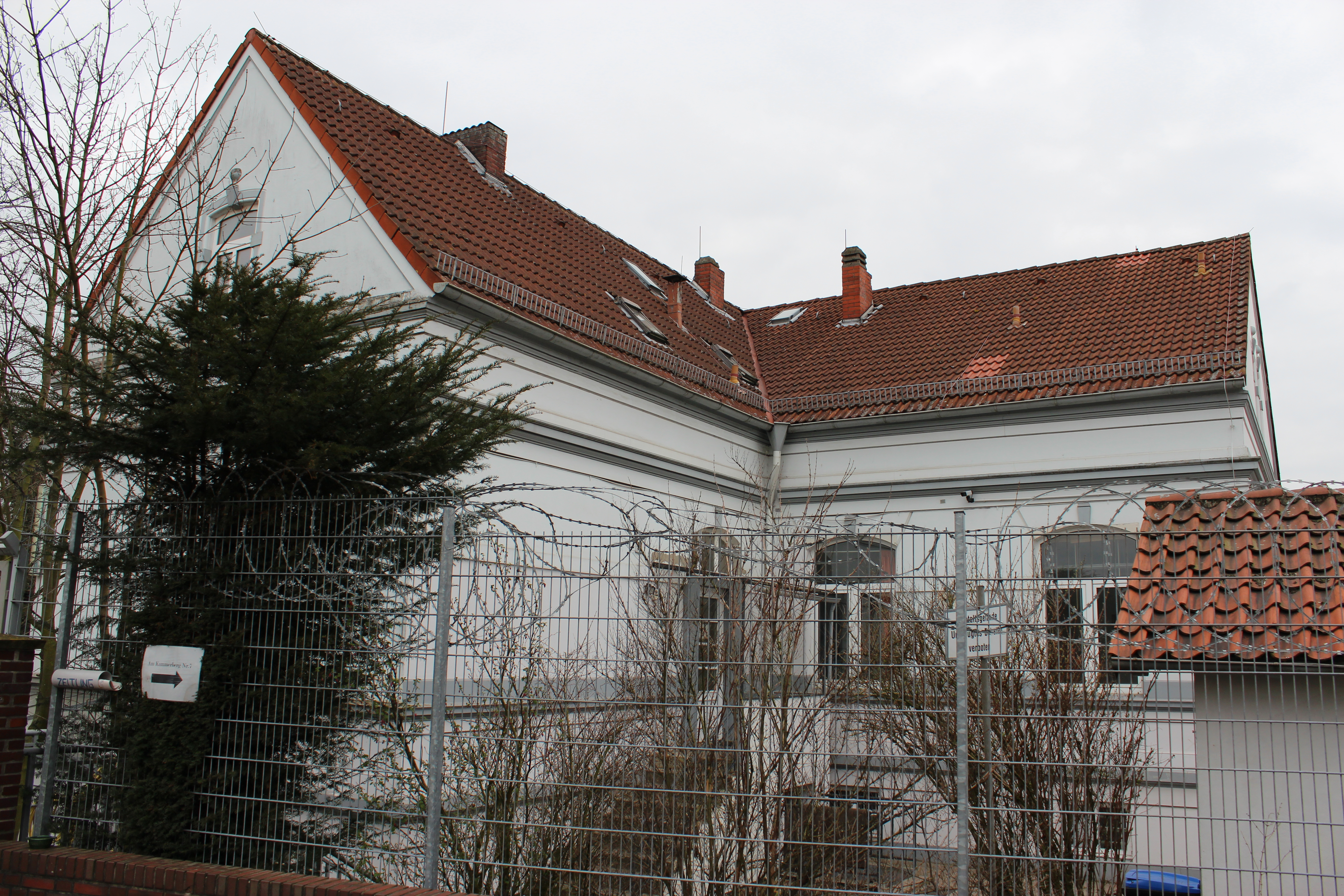
Predigerwohnhaus von 1891

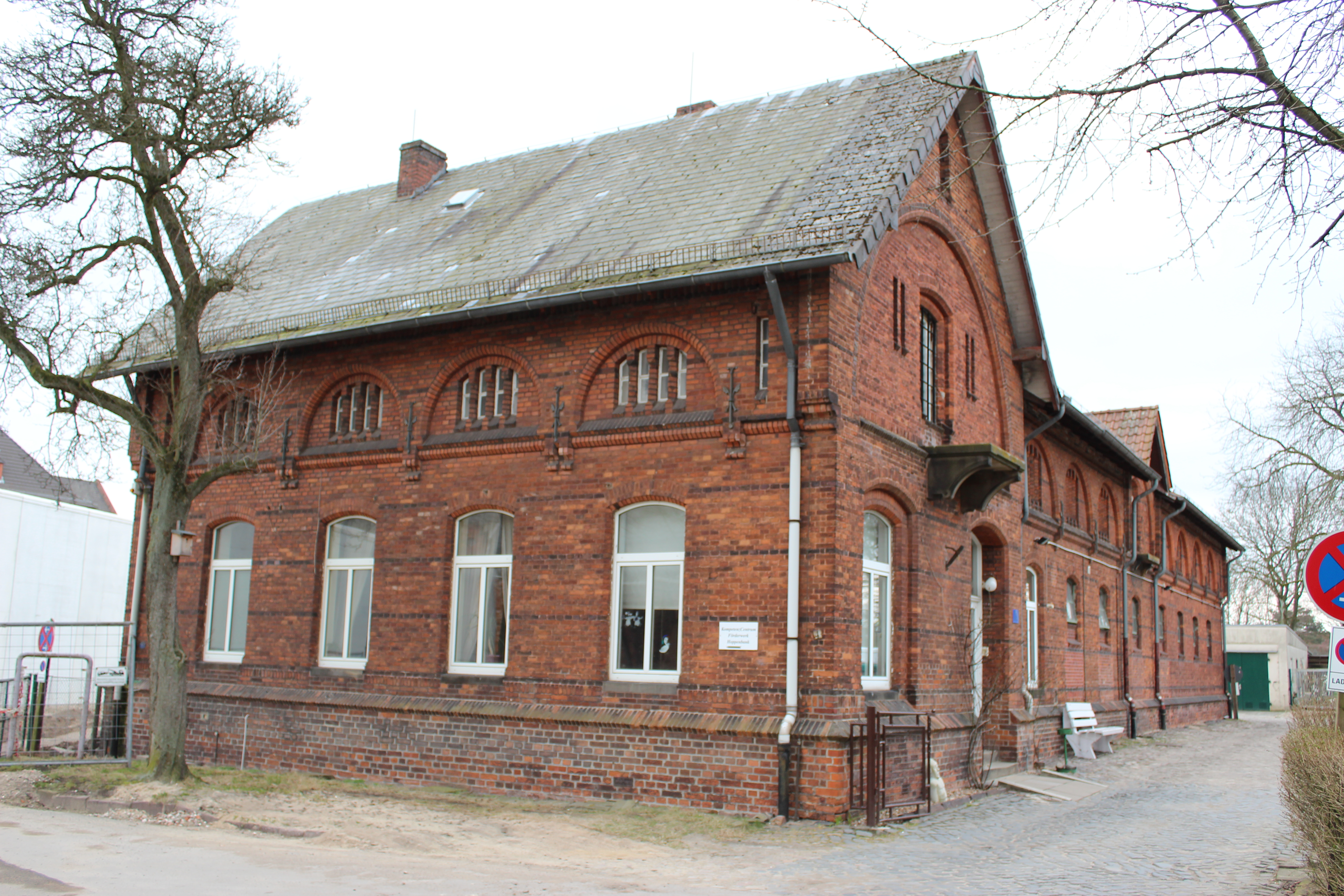
Meierei von 1874

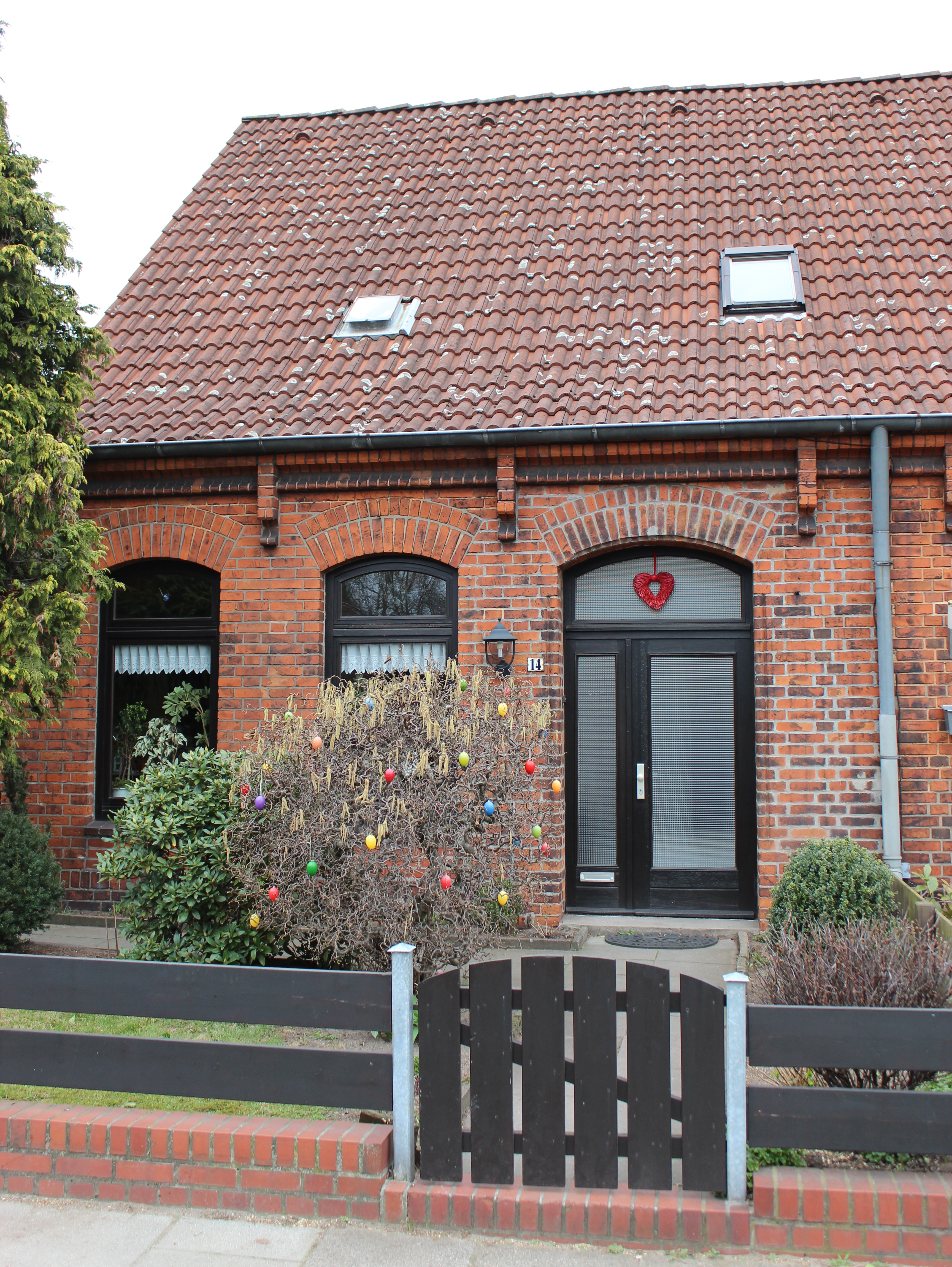
Eines der Beamtenwohnhäuser von 1874 oder 1878

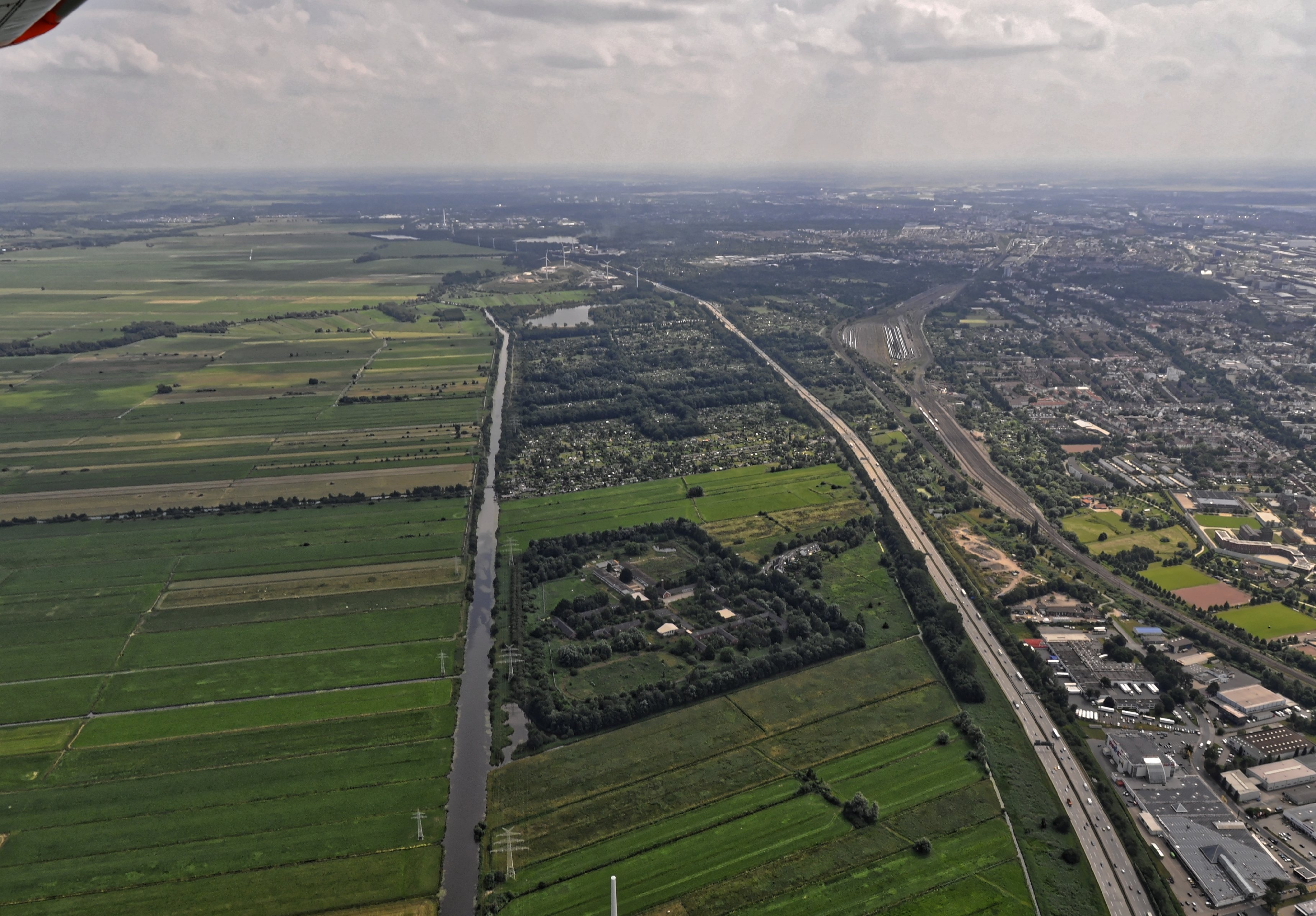
JVA Blockland

### Die Gebäudegruppe

#### Gründungsphase
Die Strafanstalt Oslebshausen wurde kontinuierlich seit 1871 in der Epoche des Historismus im Stil der Neogotik erbaut. Die rotsteinsichtigen Bauten von 1871 bis 1874 entsprachen den Plänen des Architekten und Baudirektors Alexander Schröder. Bauleiter war der Architekt und Bauinspektor Johannes Rippe. Die Anstalt bekam im Volksmund wegen der roten Backsteinfassaden damals die Bezeichnung Rotenburg. Die Gefängnistrakte sind nach dem Einzelzellensystem gebaut worden, die an breiten, langen Mittelfluren liegen. Im Keller befanden sich Wirtschafts- und Arbeitsräume. Zuchthaus und Gefängniszellen waren in verschiedenen Flügeln. Dazwischen befanden sich Verwaltungs- und Krankenräume. Anfänglich gab es zwei Höfe für die Gefangenen. In der Mitte der Anlage befand sich die Kapelle.
Zur denkmalgeschützten Gebäudegruppe gehören an der Sonnemannstraße 1 bis 7 das Direktorenhaus von 1890, das Hauptgebäude der Strafanstalt von 1871/74 (Umbau 1881), das Neue Zuchthaus von 1913/14 von der Hochbauinspektion, das Wirtschafts- und Küchengebäude von 1926, das Inspektoren- und Lehrerhaus von um 1890, die Meierei von 1874, das Frauengefängnis (auch Weiberanstalt genannt) von 1883/85 (Umbau 1949), das Predigerwohnhaus von 1891 von Heinrich Flügel und das Inspektorenhaus von 1890.
Am Kammerberg 8 bis 22 stehen die vierzehn Beamtenwohnhäuser (von 1871–1874, andere Quellen 1878) von Alexander Schröder und Johann Rippe. Diese Häuser sind seit längerer Zeit privatisiert.
Die Zahl der Insassen nahm stark zu. Von 1880 bis 1883 wurden deshalb die Flügel verlängert und aufgestockt. Von 1889 bis 1894 (andere Quellen 1885) entstand das Weibergefängnis mit Gefängnis- und Zuchthausflügel.

#### Weiterer Aus- und Umbau
Von 1912 bis 1914 erfolgte der Bau eines neuen Zuchthauses, heute Abteilung der Untersuchungshaft, das wegen des Ersten Weltkrieges bis zum jetzigen Zeitpunkt architektonisch unvollendet blieb.
Nach 1945 wurden die Kriegsschäden beseitigt, verschiedene Gebäude saniert, weitere Werkstätten errichtet, der Verwaltungsflügel Haus IV erneuert und 1950 das eingeschossige Wirtschaftsgebäude von 1906 zum Werkhaus I mit zwei Geschossen umgebaut sowie 1951 das Lazarett erweitert. Bis 1954/55 kamen der Wiederaufbau der Schlosserei, das Werkhaus II, Räume für die Malerei und die Scheune für den Landwirtschaftsbetrieb hinzu.
1968 kam der Bau der Jugendstrafanstalt Blockland. 2004 wurde der Standort Blockland aufgegeben.
1970/71 wurde das historische Eingangstor abgerissen und ein neues Pförtnerhaus errichtet. Von 1976 bis 1979 entstand außerhalb der Strafanstalt ein Haus für den offenen Vollzug am Standort Fuchsberg.
2004 wurde der Frauenvollzug vom Blockland in die offene Anstalt am Fuchsberg integriert.
2013 wurde das neue Zentralgebäude in Betrieb genommen. Seitdem befindet sich die neue Hauptpforte in der Straße Am Fuchsberg.

### Die Strafanstalt

#### Gründung
Die Strafanstalt Oslebshausen wurde am 5. Februar 1874 eingeweiht, zunächst mit 100 Haftplätzen, jeweils 50 für Männer und 50 für Frauen in üblicher Einzelunterbringung. Sehr bald reichten die Haftplätze nicht aus, so dass die großen Häuser I + II verlängert und aufgestockt wurden. An diesem Standort entwickelte sich in den folgenden Jahren eine Justizvollzugsanstalt (JVA) für den Vollzug von Untersuchungshaft, Jugendstrafen bzw. Jugendarrest sowie Gefängnis- und Zuchthausstrafen für Männer und Frauen. Einige Häftlinge wurden u. a. noch im Arbeitshaus von 1831, am Standort der früheren Festungsanlage Auf der Herrlichkeit/Teerhof, bis 1922 untergebracht. Um 1900 war in Oslebshausen Raum für 368 Gefangene. In der Anstalt wurden und werden gewerbliche Arbeiten ausgeführt.

#### Hinrichtungen
Bis 1914 fand 1908 nur eine Hinrichtung mit der Guillotine, die des Mörders E. Pohl, statt. Die letzte Hinrichtung davor war 1831 die der Gesche Gottfried auf dem Domshof. 1922 erfolgte als letzte Hinrichtung in Oslebshausen die des Raubmörders W. Engel. In der Zeit des Nationalsozialismus fanden Hinrichtungen im Allgemeinen in Hamburg statt.

#### Frühes 20. Jahrhundert
Gegen Ende des Ersten Weltkrieges nahm die Zahl der Häftlinge stark zu. Am 6. November 1918 wurden hier auch 200 meuternde Marinesoldaten aus Wilhelmshaven untergebracht und 8. November wieder entlassen. 1918/19 fanden die Entlassungen von politischen Häftlingen und auch die von Ausländern statt. Neuer Direktor wurde 1919 Emil Sonnemann (SPD), der für einen humanen Strafvollzug eintrat. Ein Gefangenenbeirat wurde gebildet. 1931 schlossen die norddeutschen Länder Braunschweig, Bremen, Hamburg, Lübeck und Oldenburg einen Vertrag zur gemeinsamen Verwaltung ihrer Haftanstalten. Oslebshausen war nun das Zuchthaus für die Schwerverbrecher dieser Länder, mit einer kleinen Gefängnisabteilung.

#### NS-Zeit, späteres Gedenken
Nach der Machtübernahme durch die Nationalsozialisten 1933 wurde Sonnemann abgesetzt und der SA-Führer Werner Wegener sein Nachfolger. Dieser gestaltete den Strafvollzug entsprechend den Vorstellungen der Nazis: Abschreckung und Disziplinierung statt Wiedereingliederung. Die Zahl der politischen Häftlinge nahm deutlich zu. Viele Gefangene kamen in Außenlager wie die Emslandlager. Ab 1938 wurden auch Juden, 1939 waren es 54, untergebracht. Im Zweiten Weltkrieg mussten Gefangene beim Bunkerbau arbeiten. Sie kamen vor Ort im Barackenlager unter.
In der sogenannten Reichspogromnacht vom 9. auf den 10. November 1938 organisierte und lenkte das NS-Regime auch Gewaltmaßnahmen gegen Juden aus Bremen. Am folgenden Morgen wurden jüdische Männer aus Bremen mehrheitlich zunächst zusammengetrieben und dann in verschiedene Konzentrationslager deportiert. 162 jüdische Männer und Jungen im Alter von 16 bis 60 Jahren mussten unter Bewachung durch SA-Männer am frühen Morgen des 10. Novembers von einer Sammelstelle in der Innenstadt zum damals so benannten Zuchthaus Bremen („Gefängnis Bremen“) in Oslebshausen marschieren. Sie wurden am darauf folgenden Tag mit der Bahn zum KZ Sachsenhausen abtransportiert.
Am 10. November 1988 wurde als Abschluss eines vorhergehenden Gedenkmarsches gegenüber dem Haupteingang der JVA Oslebshausen in einem Grünstreifen an der Sonnemannstraße 2 ein Gedenkstein eingeweiht, der sowohl an die Deportation von männlichen Juden aus Bremen ins KZ Sachsenhausen vor 50 Jahren als auch an den nationalsozialistischen Holocaust erinnern soll.

#### Nachkriegszeit, weiteres 20. Jahrhundert
1945 wurde die wenig zerstörte Anlage der Strafanstalt von der britischen und dann von der US-amerikanischen Besatzungsmacht übernommen. Sonnemann wurde wieder als Direktor eingesetzt und die politischen Häftlinge entlassen. Die Zahl der Insassen verminderte sich von 1.280 auf etwa 630.
Bis 1952 wurden in der JVA Oslebshausen auch Sicherungsverwahrungen vollstreckt. Ab 1952 wurden Zuchthausstrafen in Hamburg in der Justizvollzugsanstalt Fuhlsbüttel vollzogen. Die Zuchthausstrafe wurde 1969 im Zuge der Großen Strafrechtsreform abgeschafft. Gemäß einer Verwaltungsvereinbarung von 1972 zwischen Hamburg und Bremen wurden Bremer Gefangene mit Freiheitsstrafen ab vier Jahren sowie Frauen in Fuhlsbüttel und Hamburger Gefangene mit kürzeren Strafen im Regelvollzug in Bremen untergebracht.
Die Jugendlichen wechselten 1968 in die neue Jugendstrafanstalt im nahen Bremer Blockland. Der offene Vollzug erhielt 1978 ein Haus Am Fuchsberg, das außerhalb dieser JVA lag.
1967 gab es 293 Beamtenplanstellen, davon 270 im Aufsichtsdienst und 23 im Werkdienst. Nach der Belegung der neuen Jugendstrafanstalt erhöhte sich die Zahl der Planstellen für beide Einrichtungen auf 316 Stellen.

#### 21. Jahrhundert
2000 stellte ein Gutachter eine unzulängliche Organisation der JVA fest. Der Neubau einer JVA im Blockland für 350 Häftlinge war aber umstritten. Die JVA Blockland wurde Ende 2005 geschlossen.
Seit 2012 hat die JVA nach Plänen von Jörg Schneider (GSP) ein neues Zentralgebäude zur Bündelung von zentralen Funktionen wie Sicherheitszentrale, Verwaltung, Besucherbereich, Transport- und Krankenstation sowie hundert neue Haftplätze.

#### Organisation
In den 1970/80er Jahren gliederte sich der Justizvollzug in das Strafvollzugsamt in der Sonnemannstraße sowie in die
- Strafanstalt Oslebshausen bzw. JVA Oslebshausen für Männer und Frauen an der Sonnemannstraße,
- Jugendvollzugsanstalt Blockland an der Carl-Krohne-Straße,
- Untersuchungshaftanstalt Bremen an der Ostertorstraße, Gebäude des Landgerichts Bremen
- Jugendarrestanstalt Lesum,
- JVA Am Fuchsberg für den offenen Vollzug (Freigänger)
- JVA Bremerhaven an der Nordstraße in Lehe
- Haftanstalt Bremen-Blumenthal (zeitweise).

Das Untersuchungsgefängnis an der Ostertorstraße wurde 1994 geschlossen.
Ende der 1990er Jahre wurden die JVA Oslebshausen, die Jugendvollzugsanstalt Blockland, die Kurzstrafenanstalt JVA Carl-Krohne-Straße, die JVA Am Fuchsberg und die JVA Bremerhaven zur JVA Bremen zusammengefasst mit den Abteilungen Allgemeiner Vollzugsdienst und den Teilanstalten I bis VII.

## Standorte
Die Justizvollzugsanstalt Bremen umfasst zwei Standorte: Am Fuchsberg in Bremen und Nordstraße in Bremerhaven. Zurzeit sind 370 Mitarbeiter in der JVA Bremen beschäftigt. Aktuell werden im Strafhaftbereich Oslebshausen Freiheitsstrafen bis zur lebenslangen Haft vollzogen. Heute sind dort insgesamt ca. 700 Insassen untergebracht. Die Vollzugsbereiche Männer, Jugendliche und Untersuchungsgefangene sind in Größe und Aufgabenstellung differenziert und strikt getrennt. (Stand 2024/08)
Die Vollzugsabteilung offener Vollzug und Frauenvollzug am Standort Am Fuchsberg hat 120 Haftplätze, davon 48 für weibliche Insassen, davon wieder 42 Haftplätze im geschlossenen Frauenvollzug. (Stand 2011/12)
Der Verein Bremische Straffälligenbetreuung seit 1837 berät und unterstützt straffällig gewordene, inhaftierte und haftentlassene Erwachsene, deren Angehörige und Freunde.

## Direktoren, Anstalts- oder Vollzugsleiter
- Emil Sonnemann (1869–1950), Pädagoge und Schriftsteller, Direktor der JVA Oslebshausen (1919–1933, 1945–1950), Förderer eines humanen Strafvollzuges
- Paul Schlingmann, Leiter der JVA Oslebshausen (1951–1958)
- Edmund Duckwitz, Leiter der JVA Oslebshausen (1950–1959)
- Wolfgang Knigge, Leiter der JVA Oslebshausen (1959–1974)
- Erhard Hoffmann, Leiter der JVA Oslebshausen (1974–1988)
- Hans-Henning Hoff, Leiter der JVA Oslebshausen (1988–1997)
- Ines-Ursula Kalisch, Leiterin der JVA Oslebshausen (1997–2000)
- Manfred Otto, Leiter der JVA Bremen (2000–2007)
- Silke Hoppe, Leiterin der JVA Bremen (2007–2010)
- Carsten Bauer, Leiter der JVA Bremen (2010–2018)
- Hans-Jürgen Erdtmann, Leiter der JVA Bremen (seit 2018)